# Presbyter
Presbyter (von altgriechisch πρεσβύτερος presbýteros, deutsch ‚Älterer‘) ist die Bezeichnung eines Leitungsamtes der frühen Christengemeinden. Aus diesem Amt entwickelte sich in den vorreformatorischen Kirchen das Amt des Priesters als zweite Stufe des dreistufigen Weihesakraments. Das deutsche Wort Priester und seine europäischen Entsprechungen sind aus dem griechischen Wort hervorgegangen. In den reformatorischen Kirchen (einschließlich der anglikanischen) entwickelte sich, ausgehend von Calvins Vierämterlehre, durch Anknüpfung an das neutestamentliche Amt ein Leitungsamt, das in manchen Kirchen mit dem Fremdwort Presbyter bezeichnet ist, während in anderen Ältester (bzw. Entsprechungen wie englisch elder, französisch ancien, niederländisch ouderling) gebräuchlich ist. Die Presbyter, Ältesten o. ä. als gewählte Vertreter der Gemeinde bilden mit dem Pfarrer oder den Pfarrern die Kirchengemeindeleitung; für dieses Gremium werden im deutschen Sprachraum neben Presbyterium auch die Begriffe Kirchengemeinderat, Gemeindekirchenrat, Leitungskreis (vor allem im evangelikalen Bereich) oder Kirchenvorstand verwendet.

## Ursprung des Ältestenamtes
Älteste gab es bereits in der frühen Zeit der Geschichte Israels. In 4 Mos 2  werden die Fürsten der zwölf Stämme, die Häupter der Geschlechter sowie die Erstgeborenen und Stammhalter der einzelnen israelitischen Familien als Älteste bezeichnet. Sie bildeten gemeinsam eine Art Repräsentanz des Volkes und waren gleichzeitig die Ordnungshüter der vorstaatlichen Gesellschaft. Ein Ältestenamt ähnlicher Form gab es nach biblischen Aussagen auch bei den Ägyptern (1 Mos 50,7 ), bei den Ismaelitern (1 Mos 25,16 ) und wahrscheinlich auch bei den Edomitern (1 Mos 36 ) und anderen Volksgruppen jener Zeit.
Zunächst waren die Ältesten – daher der Begriff – wirklich die Betagten. Alten Menschen wurde besondere Hochachtung der Gesellschaft zuteil. Gleichzeitig galt das Altwerden als ein besonderer göttlicher Segen und als Belohnung der Frömmigkeit eines Menschen (zum Beispiel Gen 15,15 ). Hierin wurzelte die Autorität der Ältesten.
Neben diesen Ältesten, die die alte patriarchalische Familienordnung hervorgebracht hatte, finden wir in der Bibel auch eingesetzte und berufene Älteste. Den ersten biblischen Beleg dafür bietet 2 Mos 18,13 : Auf den Rat seines Schwiegervaters Jethro setzt Mose am Sinai „redliche Leute, die Gott fürchten“, als Älteste ein – und zwar jeweils über tausend, hundert, fünfzig und zehn Volksangehörige. So entstand ein von der patriarchalischen Ordnung unabhängiges Leitungsamt. Das Alter der vom Volk vorgeschlagenen und von Mose feierlich eingesetzten Ältesten war also nicht mehr das entscheidende Kriterium. Während des Aufenthaltes in der Wüste beruft Mose aus der großen Menge der Ältesten ein Gremium der „Siebziger“, als „Bundesrat“ des gesamten Volkes und gleichzeitig als Gehilfen des Mose.

## Weitere Entwicklung des Ältestenamtes in der Geschichte Israels
Nach der Landnahme fiel den Ältesten des Volkes mehr und mehr die Aufgabe zu, als kommunale Verwalter, Richter und Katasterbeamte für Ordnung zu sorgen. Sie trafen sich zu öffentlichen Sitzungen und Verhandlungen in den Toren der Stadt. Hin und wieder wird auch von Treffen der Dorf- und Stadtältesten in Form eines nationalen Gremiums berichtet (1 Sam 4,3 ; 8,4 ; 15,30  u. a.). In der Zeit der Könige werden diese Nationalversammlungen als eine Art Staatsrat interpretiert, der dem König beratend zur Seite stand.
Nach dem Babylonischen Exil bildeten die Ältesten gemeinsam mit den Priestern den sogenannten Hohen Rat (Esra 10,8.4 ). Dieser Rat hatte die höchste Gewalt in Sachen des religiösen und des bürgerlichen Rechts. Er hatte gleichzeitig über die Reinhaltung der Lehre zu wachen.
Auch in der jüdischen Diaspora kam es nach der babylonischen Gefangenschaft zur Einrichtung des Ältestenamtes. Älteste waren hier die Leiter der jüdischen Diasporagemeinden.

## Älteste in der frühen Christenheit
Die neutestamentliche Gemeinde übernahm das Ältestenamt Israels, wobei sie sich besonders an der Leitungsstruktur der jüdischen Diasporagemeinde orientierte. Zuerst erfahren wir von christlichen Ältesten, als die Gemeinde in Antiochia beschließt, aufgrund einer kommenden Hungersnot Gaben an die Brüder in Judäa zu schicken (Apg 11,30 ), später hören wir auch von Ältesten in der Jerusalemer Urgemeinde (Apg 15,2.4 ; 21,18 ). Sie wurden von den Aposteln berufen und eingesetzt – wohl mit Zustimmung der Gemeinde (2 Kor 8,19 ). Deutlich wird, dass zur Zeit des Neuen Testaments niemals ein Ältester alleine die Gemeinde leitet, sondern immer ein Ältestenkollegium. Die Begriffe „Ältester“ und „Bischof“ werden übrigens synonym gebraucht (Apg 20,17.28 ; Tit 1,5.7 ; vgl. Phil 1,1 ; 1 Tim 3,1.8 ).
Aufgaben der Ältesten waren unter anderem:
- die Aufsicht über das Ganze der Gemeinde (im Gegensatz zu den Diakonen, die über Teilbereiche der Gemeinde wachten, Apg 6,1–7 EU)
- die Ausübung der Kirchenzucht
- die Aufsicht über die Lehre der Gemeinde

Sie sollten bei allen Vollmachten nicht Herrscher, sondern Diener aller Gemeindemitglieder sein. Neutestamentliche Voraussetzungen für die Übernahme eines Ältestenamtes sind nach Tit 1,5ff :
- ein Mann
- ein guter Leumund
- Monogamie
- geordnete Familienverhältnisse
- emotionale Kompetenz
- Gastfreundschaft
- nicht suchtmittelabhängig
- Übereinstimmung von Lehre und Leben
- seelsorgerlich begabt

## Der Älteste in den verschiedenen Kirchenstrukturen
- In der römisch-katholischen Kirche ist presbyter die lateinische Bezeichnung des kirchlichen Amtsträgers, den man in deutscher Sprache Priester nennt. Seit der Spätantike werden die Presbyter der Kirche auch sacerdotes, also Priester im kultischen Sinn, genannt. Gemeinsam bilden sie unter dem Bischof, dem „Hohenpriester“, das Presbyterium, also den „Ältestenrat“ bzw. das Priesterkollegium, des jeweiligen Bistums. Aus dem Wort Presbyter entstand im Frühmittelalter das deutsche Wort Priester, welches aber inhaltlich zumindest teilweise durch den Begriff sacerdos als Bezeichnung eines Mittlers zwischen Gott und Mensch gefüllt ist.
- In den orientalisch-orthodoxen und der orthodoxen Kirche byzantinischer Prägung werden dieselben Amtsträger gleichfalls kirchenamtlich Presbyter genannt; daneben ist die liturgisch-kultische Bezeichnung Priester seit dem 4./5. Jahrhundert geläufig.
- In den evangelisch-lutherischen, reformierten und unierten Kirchen sowie vielen Freikirchen wie den Adventisten, Baptisten, Mennoniten und Pfingstlern ist ein Ältester oder Presbyter ein gewähltes Mitglied in der Leitung der Kirchengemeinde. Die Gesamtheit der Ältesten bildet gemeinsam mit dem Pfarrer bzw. Pastoren das Presbyterium oder den Ältestenkreis und damit die Kirchengemeindeleitung. Die Bezeichnung Presbyter für die Laien in der Gemeindeleitung wird beispielsweise in der Evangelischen Kirche von Westfalen und in der Evangelischen Kirche im Rheinland verwendet. Besitzen sie im Presbyterium eine besondere Funktion oder leiten sie das Gremium, führen sie die Bezeichnung eines Kirchmeisters. In anderen Landeskirchen wird das entsprechende Gremium als Gemeindekirchenrat (GKR), z. B. in Berlin-Brandenburg, Kirchengemeinderat (KGR), etwa in Württemberg, oder Kirchenvorstand (KV), so in der Evangelisch-Lutherischen Landeskirche Sachsens, bezeichnet. Die Leiter des Gremiums werden dort entsprechend als GKR-, KGR- oder KV-Vorsitzende bezeichnet. In vielen Freikirchen steht dem Pastor ein Gemeindeleiter aus dem Ältestenkreis zur Seite.
- In den presbyterianischen Kirchen sind die Strukturen die gleichen, aber neben den Pastoren werden meist auch die Ältesten (und Diakone) ordiniert. Weil beide Ämter als Fortsetzung des neutestamentlichen Amtes des πρεσβὺτερoς angesehen werden, werden oft beide als elders bezeichnet (unterschieden in teaching elders und ruling elders). Das Leitungsgremium für eine Gemeinschaft von benachbarten Gemeinden (in den Kirchen der EKD einer Kreis- oder Dekanatssynode vergleichbar) wird als presbytery bezeichnet, das dem deutschen Presbyterium entsprechende auf Gemeindeebene heißt dagegen session.
- In den meisten methodistischen Kirchen ist Älteste bzw. Ältester (englisch presbyter – z. B. in der Methodist Church of Great Britain – oder elder – z. B. in der United Methodist Church) die offizielle Bezeichnung einer ordinierten Pfarrerin bzw. eines ordinierten Pfarrers im Gegensatz zu einem Laien.
- Die Neuapostolische Kirche kennt zwei Arten von Ältesten. Der Gemeindeälteste leitet größere Gemeinden. Die Bezirksältesten (Bezirksvorsteher) leiten einen Bezirk oder dienen zur Unterstützung ihres Bischofs oder Apostels. Zu ihren Aufgaben gehören Problembesprechungen mit den einzelnen Gemeindevorstehern, Arbeitsbesprechungen mit priesterlichen Amtsträgern und die gesamte Verantwortung für den Unterbezirk in seelsorgerischer und administrativer Hinsicht.
- In den heutigen Apostolischen Gemeinden kommt dem ordinierten Dienst der Ältesten die Aufgabe zu, neben Seelsorge, Lehre und Verkündigung, Gemeinden zu leiten, Segenshandlungen durchzuführen, so wie die Sakramente zu feiern. Die charismatischen und organisatorischen Dienste Hirte, Evangelist, Bischof und Apostel, sind dabei grundsätzlich aus dem Ältestendienst abgeleitet und beschreiben zusätzliche Ausprägungen der Berufung. Wie in den ersten urchristlichen Gemeinden, ist die Aufteilung der Dienste nicht als Hierarchie, sondern als gabenorientierte Mitarbeit im Auftrag Jesu zu sehen. Im Sinne dieser Organisation wird bei den Aufgaben als „Presbyter“ in Apostolischen Gemeinden zwischen dem Dienst des Priesters und/oder des Ältesten für eine Ortsgemeinde und dem Dienst eines Ältesten für die Gesamtgemeinschaft unterschieden. Älteste im Dienst für die Gesamtgemeinschaft sind in ihrer Funktion satzungsgemäß, mit ihrer Benennung in diese Aufgaben, auch automatisch Mitglieder des Vorstands der Apostolischen Gemeinschaft e. V. und üben damit zusätzlich eine übergeordnete Leitungsfunktion aus. Da die Aufgaben der Dienste Priester und Ältester in den Ortsgemeinden äquivalent sind, erfolgt im Sinne der Orientierung an den Strukturen der urchristlichen Gemeinden, derzeit nur noch eine Berufung in den Ältestendienst. Die in früheren Jahren übliche Bezeichnung dieses Dienstes als Priester kann jedoch bei allen bestehenden Ordinationen beibehalten werden.
- Bei den Zeugen Jehovas wird ein Kollegium von Männern, die sogenannte Ältestenschaft, welche organisatorische Aufgaben innerhalb der Gemeinde innehaben, als Älteste bezeichnet.
- In der Kirche Jesu Christi der Heiligen der Letzten Tage ist Ältester (engl. elder) ein Amt im Priestertum.